# هوخ‌ولکرسدورف
هوخ‌ولکرسدورف (به آلمانی: Hochwolkersdorf) یک منطقهٔ مسکونی در اتریش است که در ناحیه وینر نوی‌اشتات-لاند واقع شده‌است. هوخ‌ولکرسدورف ۲۳٫۵۲ کیلومتر مربع مساحت دارد ۶۳۰ متر بالاتر از سطح دریا واقع شده‌است.